# 光明寺城 (尾張国)

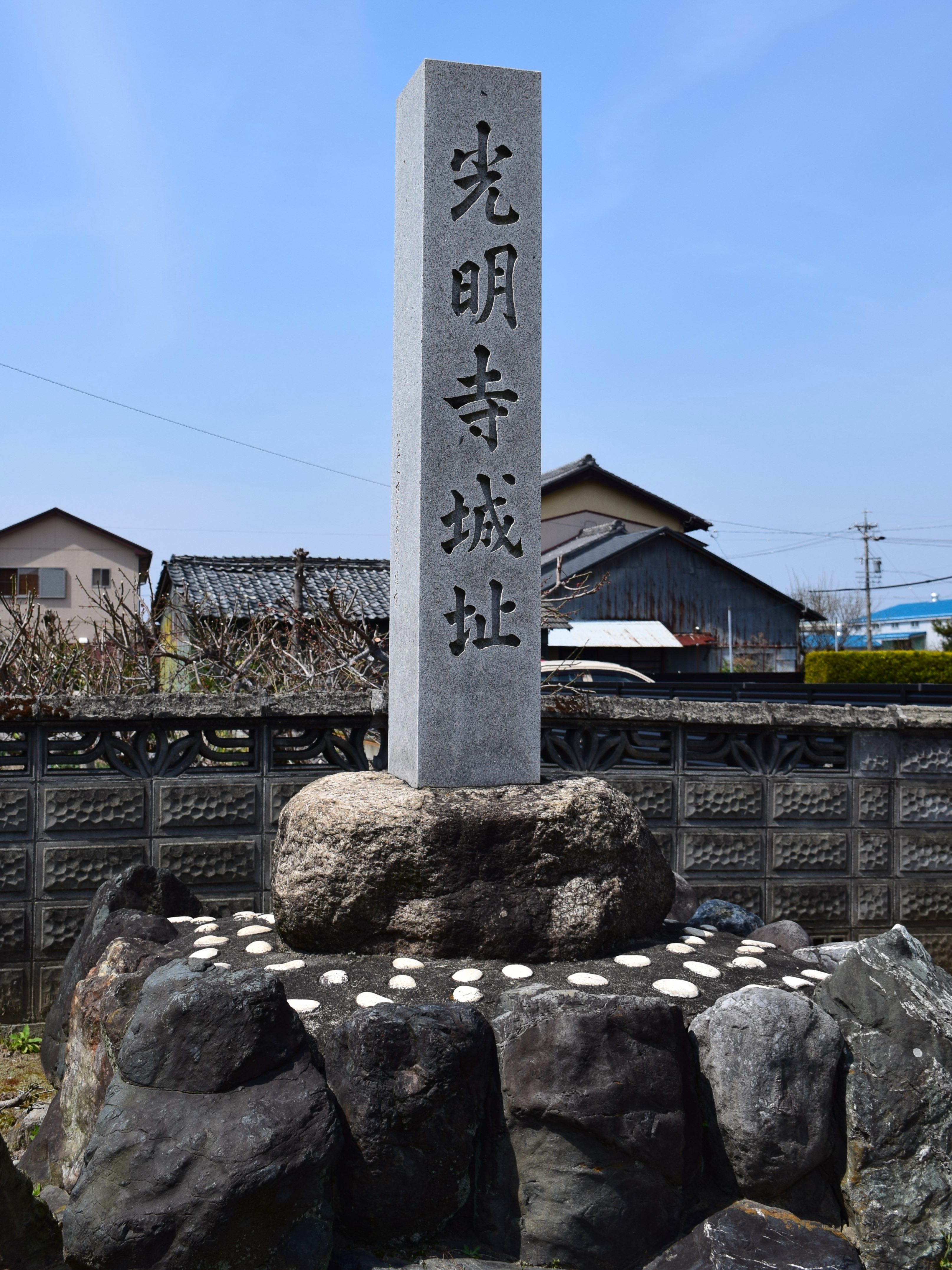
光明寺城跡の石碑

光明寺城（こうみょうじじょう）は、愛知県一宮市光明寺字本郷屋敷にあった日本の城。

## 略歴
永禄年間（1558年～1569年）の始め（1560年頃か？）に織田信長の家臣、神戸伯耆守により築城。
1568年山田半兵衛（織田家臣）が入城するが、1569年廃城される。

## 徳川家康の名前の由来
光明寺城のすぐそばにある安照院光明寺は白鳳年間に建立された、1300年以上の古刹である。

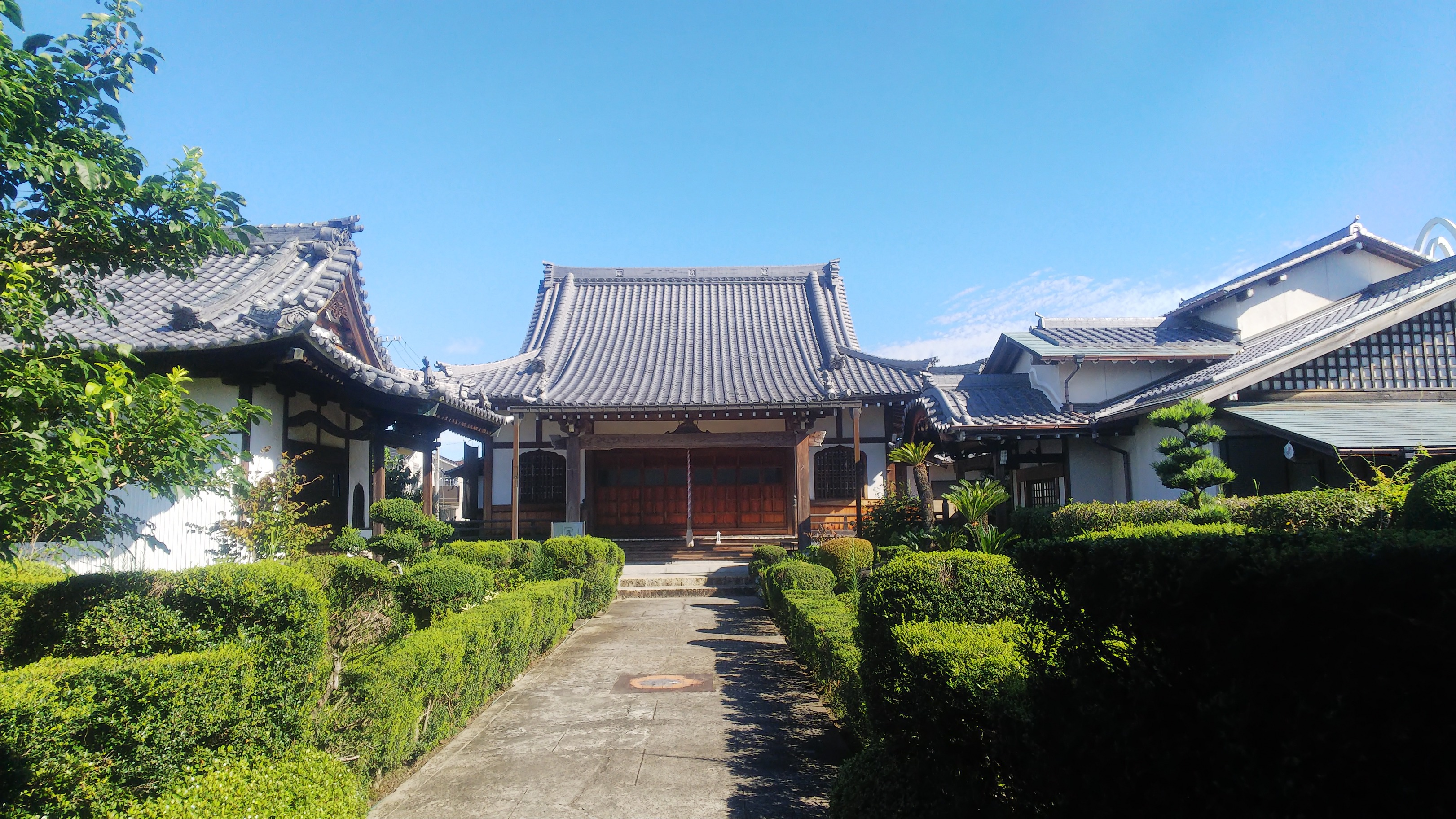
一宮市光明寺

この地に伝わる伝説によると、桶狭間の戦いの後の1563年、織田信長と松平元康（徳川家康）は攻守同盟を清洲城で締結、この後酒盛り開かれた。織田信長は酔い覚ましにと、松平元康とともに馬を走らせ、光明寺城へ向かった。この城から北にある稲葉山城を見た二人は、「美濃を制する者が天下を制するか」とつぶやいたという。
織田信長は松平元康に、光明寺城の眼下にある安照院光明寺の僧侶、青井意足を紹介した。この青井意足は八幡太郎義家の軍法を伝える人物であり、織田信長もこの軍法を手に入れたかったのだが、織田家が平家の出の為、断られていたのであった。信長は同盟締結の礼として、源氏の出である元康に紹介したのであった。
元康は数日間、光明寺に滞在し、青井意足より八幡太郎義家の軍法を授かった。この軍法を継ぐ者は名前に“義”か“家”を継ぐ事になっており、今川義元からもらった名前を変えたいと考えていた元康は、“元”を“家”に変え、徳川家康を名乗るようになったという。

## 交通
名鉄バス名鉄一宮駅バスターミナル（名鉄一宮駅）より、「山郷西」「138タワーパーク」行きで光明寺バス停下車。